# Les Immatériaux
 (novembre 2021).
Si vous disposez d'ouvrages ou d'articles de référence ou si vous connaissez des sites web de qualité traitant du thème abordé ici, merci de compléter l'article en donnant les références utiles à sa vérifiabilité et en les liant à la section « Notes et références ».
Les Immatériaux est une exposition initiée par le Centre de création industrielle, qui s'est déroulée au Centre national d'art et de culture Georges-Pompidou à Paris entre mars et juillet 1985, qui interrogeait le rôle des technologies dans la modernité. Elle était placée sous la responsabilité du philosophe Jean-François Lyotard et de Thierry Chaput.

## Présentation
L'exposition se présente en 5 parcours, centrée sur une idée spéculative, celle des Immatériaux, présentée sur des murs gris « couleur de la postmodernité » selon le philosophe et dont chacun des parcours est la déclinaison de la syllabe MAT (matériel) soit matériau, matrice, matériel, matière, maternité. Chaque visiteur était équipé d'un casque, à réception infra-rouge qui en des points déterminés de l'exposition recevait l'émission sonore, le visiteur déambulant d'un émetteur l'autre dans une exposition en archipel  écoutait la parole du philosophe.

Par exemple le parcours, « matériau », permet d’enchaîner les paragraphes suivants : Nu vain, Deuxième peau, L’ange, Corps chanté, Corps éclaté, Infra-Mince, Surface introuvable, Indiscernables, Matériau dématérialisé, Peinture luminescente, Peintre sans corps, Toutes les copies. Et « Nu vain, Deuxième peau, L’ange » étaient commentés par le philosophe en un point d'écoute avec ses mots : 

« Le corps dépouillé. La nudité comme limite du sens, comme présence absurde. La chair remplacée par le matériau neutre, mesurable, démultipliable, immatriculable. »

La problématique de  l'exposition est le déplacement de la  communication conçue classiquement par les catégories  destinateur, destinataire, code, référent, signification en maternité (en lieu et place du destinateur), la matrice (code), le matériau (support), le matériel (le destinataire), la matière (le référent) — vers celui d’une production techno-scientifique de la réalité sensible, langagière, artistique conçue à travers la matière logico-mathématique des algorithmes, et du langage au sens le plus général, dont doit émaner une réalité nouvelle.

## Histoire de l'exposition
Son premier titre aurait dû être Matériaux nouveaux et Création, mais l'arrivée du philosophe Jean-François Lyotard bouleverse tout le projet qui devient  centré sur l'art conceptuel et un véritable manifeste de la postmodernité et un important jalon dans l'histoire du rapport entre art et technologie. On peut associer à cette exposition une chaîne de concepts comme postmodernité / modernité, matérialisation / dématérialisation.

« Lorsqu’on m’a demandé de venir pour des raisons que je continue d’ailleurs d’ignorer, c’est ce qu’on m’a proposé. J’ai évidemment refusé parce que je ne connais rien aux matériaux, que “nouveau” ça ne veut rien dire et que “création” c’est de la théologie ou de l’esthétique romantique, c’est-à-dire des choses que précisément il faut mettre en question. On a insisté néanmoins pour que je m’en occupe en me disant que je pouvais orienter le projet comme je le voulais. »

Aussi le projet de l'exposition devient confus, les Immatériaux apparaissent à l'occasion conceptuel soit avec une existence objective, comme étant des produits des technosciences, engendrés par l’informatique ou l’électroniques : « Des nouveaux genres apparaissent reposant sur les nouvelles technologies » — nouvelles technologies qui sont des « substituts d’opérations mentales et non plus physiques ». Cela engendre un malaise chez quelques critiques puisqu'« on n’a qu’à regarder un peu le catalogue pour se rendre compte que la plupart des œuvres et objets exposés n’avaient rien de nouveau. » Ainsi, Michel Carnot, auteur d’un des articles les plus sévères, déclare n’avoir trouvé là-bas que du « festival du déjà vu » et « un magasin de curiosités naïf et macabre ».
Les Immatériaux se présente donc avec une double réputation : l’une, positive, affirme que l’exposition préfigure le phénomène des nouveaux médias, de la communication, du net.art, c’est-à-dire qu’elle inaugure les débats des années 1990 et 2000 à propos du déplacement de l’environnement de la galerie et des musées vers la création de plateformes d'échanges artistiques pour la réalisation d’œuvres interactives et d’expositions dans l’espace du réseau Internet ; l’autre, négative, voit dans l’exposition une illustration des idées de la postmodernité avec une technologie et une pensée de la télématique aujourd’hui obsolète.
L'exposition sera perçue comme un échec par Jean-François Lyotard.

## Artistes présentés
- Alvar Aalto
- Giovanni Anselmo
- Giacomo Balla
- Robert Barry
- Larry Bell
- Stephen Benton
- Jean-Louis Boissier
- Jean-Claude Bourdier
- Jacques-Elie Chabert
- Jean-Baptiste Chardin
- Robert Delaunay
- Sonia Delaunay
- Frédéric Develay
- Marc Denjean
- Marcel Duchamp
- Peter Eisenman
- Claudine Eizykman
- Guy Fihman
- Dan Flavin
- Jean-Charles Francois
- Dan Graham
- Nathalie Gontcharova
- Zaha Hadid
- Denis Horvath
- Illegal Command
- Yves Klein
- Joseph Kosuth
- Rem Koolhaas
- Thierry Kuntzel
- Michel Larionov
- Kasimir Malevitch
- Piero Manzoni
- Jean-Paul Martin
- Quentin Metsys
- László Moholy-Nagy
- Jacques Monory
- Sam Moree
- François Morellet
- Camille Philibert
- Philippe Puicouyoul
- Georges Seurat
- Takis
- Liliane Terrier
- Doug Tyler
- Simon Vouet
- Piet Zwart
- Andy Warhol

Les œuvres de Lucio Fontana et celui de Edmond Couchot et Michel Bret (La Plume), n'étaient pas finalement présenté dans l'expo.

## Postérité

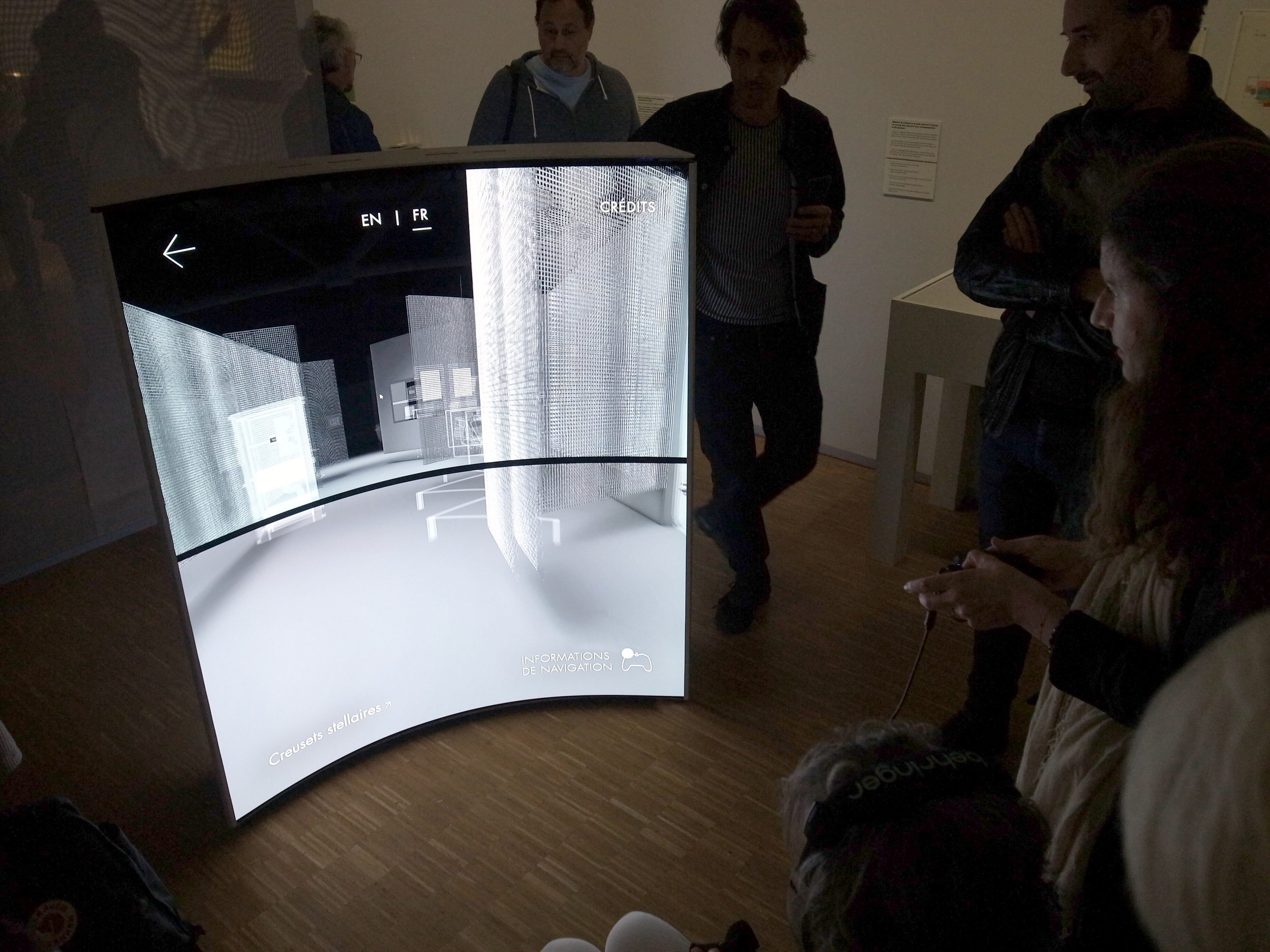
Visite virtuelle de l'exposition de 1985 lors de l'exposition documentaire de 2023

Le 5 juillet 2023 a été inaugurée l'exposition patrimoniale « Les Immatériaux » (1985) Aperçus d'une manifestation postmoderne au Centre Pompidou, qui présente au public actuel une évocation documentaire de l'exposition originale, avec une sélection d'œuvres de l'époque, avec des œuvres reconstituées, une visite virtuelle de l'exposition et des films.